# 肉体の門
『肉体の門』（にくたいのもん）は、田村泰次郎の小説。終戦直後の東京を舞台に、社会の混乱の中で生き抜こうとする女性たちの苦闘が描かれる。1947年、雑誌『群像』に発表されたのち、同年に単行本化され、戦後日本最初のベストセラー小説となった。同年より、「劇団空気座」による演劇版が東京で1000回を超えるロングランとなったことで作品が一躍有名になった。また、発表直後からたびたび映画化された。

## 原作
『群像』1947年3月号に発表されたのち、同年に単行本化されて以降、田村の作品集やアンソロジーに収録され、版を重ねている。
「肉体の解放こそ人間の解放である」というテーマをもとに、自由な性表現が試みられている。

### 書誌
- 『肉体の門』（風雪社 1947年）
- 『肉体の門・肉体の悪魔』（新潮文庫 1948年）
- 『戦後文学選 2 田村泰次郎 入道雲』（鎌倉書房 1948年）
- 『田村泰次郎選集 1 肉体の門 外7篇』（草野書房 1948年）
- 『現代長篇小説全集 13 田村泰次郎』（春陽堂 1949年）
- 『長編小説名作全集 3 田村泰次郎』（講談社 1950年）
- 『肉体の門 他5篇』（角川文庫 1956年）
- 『日本文学全集 72 田村泰次郎』（新潮社 1959年）
- 『肉体の門 田村泰次郎傑作選』（ちくま文庫 1988年）
- 秦昌弘・尾西康充（編）『田村泰次郎選集 3 「肉体文学」の旗手として』（日本図書センター 2005年）
- 『肉体の悪魔・失われた男』（講談社文芸文庫 2006年）

アンソロジー収録
- 『日本小説代表作全集 16 昭和22年前半期』（小山書店 1948年）
- 日本文藝家協会（編）『創作代表選集 1』（講談社 1948年）
- 『新日本代表作選集 1 小説篇1』（実業之日本社 1949年）
- 『戦後文芸代表作品集 創作篇2』（黄蜂社 1949年）
- 『現代日本文学全集 88 昭和小説集3』（筑摩書房 1958年）
- 『日本現代文学全集 94 北原武夫・井上友一郎・田村泰次郎集』（講談社 1968年）
- 『日本文学全集 67 火野葦平・田村泰次郎集』（集英社 1969年）
- 『日本の文学 80 名作集4』（中央公論社 1971年）
- 『筑摩現代文学大系 62 田村泰次郎・金達寿・大原富枝集』（筑摩書房 1978年）

## あらすじ

### 第1部
終戦直後の1946年（昭和21年）ごろ。通称「小政のせん」率いるパンパングループが、東京の通称「銀座裏」の運河沿いに焼け残る廃墟ビルの地下で身を寄せ合って暮らしていた。ある夜、怪我を負った男・伊吹新太郎が廃墟に転がり込む。伊吹は身寄りを失った復員兵で、盗んだ進駐軍の物資を横流しして暮らしを立てており、GIによる銃撃から逃げていた。
グループには「金をもらわずに男と寝ない」という掟があったが、先の見えない暮らしの中、パンパンたちは、怪我を癒す伊吹と生活をともにするうち、寂しさからひそかに彼の肉体を奪い合おうとするようになり、少しずつ結束に亀裂が生じていく。
パンパン仲間で戦争未亡人の町子が掟を破り、街場の商人と恋に落ちたことで、凄惨なリンチを加えられて追放される。身だしなみを清潔に保ち、ビルにほとんど近づかず、常に市井の人々に紛れようとする町子は、もともと仲間の反感を買っており、せんらは町子をグループから追放する理由を求めていたに過ぎなかった。復讐の機会をうかがう町子は、伊吹を呼び出して誘惑し、寝床をともにする。そのことを知った一同は、表向きで平静を装いながらも、心に恐慌をきたしていく。
伊吹は行商の荷運び用の生きた牛を盗んできて、廃墟で解体し、焼酎とともにパンパンたちにふるまう。一同が酔いつぶれるのを見計らったパンパン仲間の通称「ボルネオ・マヤ」は、その隙に伊吹をものにしてしまう。このことはすぐ明るみになり、マヤもリンチを加えられる。痛みの中、マヤは仕事では味わえなかった、初めて感じた伊吹との喜びを反芻する。

### 第2部
伊吹はマヤと別れた直後、牛を盗んだ罪で逮捕され、2年3か月服役する。かつてパンパンと暮らした界隈に立ち寄ると、ビルは改装されてキャバレーなどが入居するレジャービルに変貌していた。キャバレーは持ち主・大館の情婦となった町子が経営しており、マヤら、かつてのパンパンたちがホステスやダンサーとして雇われる一方、せんは梅毒の悪化で客がつかなくなったためビルの清掃員となっていた。伊吹も用心棒に雇われ、かつてのようにビルで暮らすようになる。
せんの仕事には、ビル内の小部屋でかつてと同じような「仕事」にいそしむ彼女たちの後始末も含まれていた。病気の影響で精神に異常をきたし始めたせんは、ビルで行為が行われるたび、ホウキで部屋の壁を叩いて回るようになる。そのたびに町子は、かつての復讐をするかのようにせんにリンチを加える。
大館はマヤに惚れ、彼女を手に入れようとしていたが、マヤは伊吹との夜以来、誰にも体を与えようとはしなかった。新興成金たちの過去の悪行に捜査の手が伸び始めていたある夜、自暴自棄になった大館はマヤを呼び出して襲う計略を練る。一方、それを知って嫉妬に駆られ、マヤの方から大館を誘惑したとひとり合点した町子は、もうひとりの用心棒である浅川にマヤへのリンチを命じる。
大館はついにマヤに襲いかかるが、伊吹が救い出し、大館は駆けつけた警察に連行される。大館が去ったあと、伊吹の前に浅川が立ちふさがる。しかし浅川は町子の命令に従わず、自身がボルネオ島に出征していた元将校であったことや、降伏後の軍事裁判の際に部下であったマヤの兄を売り死刑に追い込んだことを一同に明かして、目の前で服毒自殺する。浅川の死を目の当たりにしたせんは、いつまでも嘲笑のような笑い声を立てる。

### 登場人物
ボルネオ・マヤ＝菅マヤ
登場時は18歳。横網の出身。兄がボルネオ島で戦死したと聞かされ、その話ばかりするために「ボルネオ」の二つ名を与えられた。
小政のせん＝浅田せん
登場時は19歳。パンパングループの元締めをへて、ビルの清掃作業員。左腕に勘亭流で「関東小政」の4文字を入れ墨している。
伊吹新太郎
復員後パンパンと暮らしたのち、窃盗の罪で服役する。出所後に彼女らと再会し、キャバレーの用心棒となる。
お町＝菊間町子
登場時は23歳。夫を硫黄島の戦いで失った。パンパングループ追放後、キャバレーの経営者となる。
ふうてんお六＝安井花江
パンパンをへて、キャバレーのホステス。常にお美乃とともに行動している。
ジープのお美乃＝乾美乃
パンパンをへて、キャバレーのホステス。常にお六とともに行動している。『ジープは走る』を好んで歌うためこの二つ名がついた。
浅川武信
キャバレーの用心棒。ボルネオ島から復員した元将校。
大館辰治
新興成金。パンパンが暮らすビルを買い取り、キャバレーに改装する。
矢の倉の彫留
刺青師。せんの入れ墨を彫った。
折原
キャバレーの常連客。大館の闇屋時代からの仲間。

## 戯曲

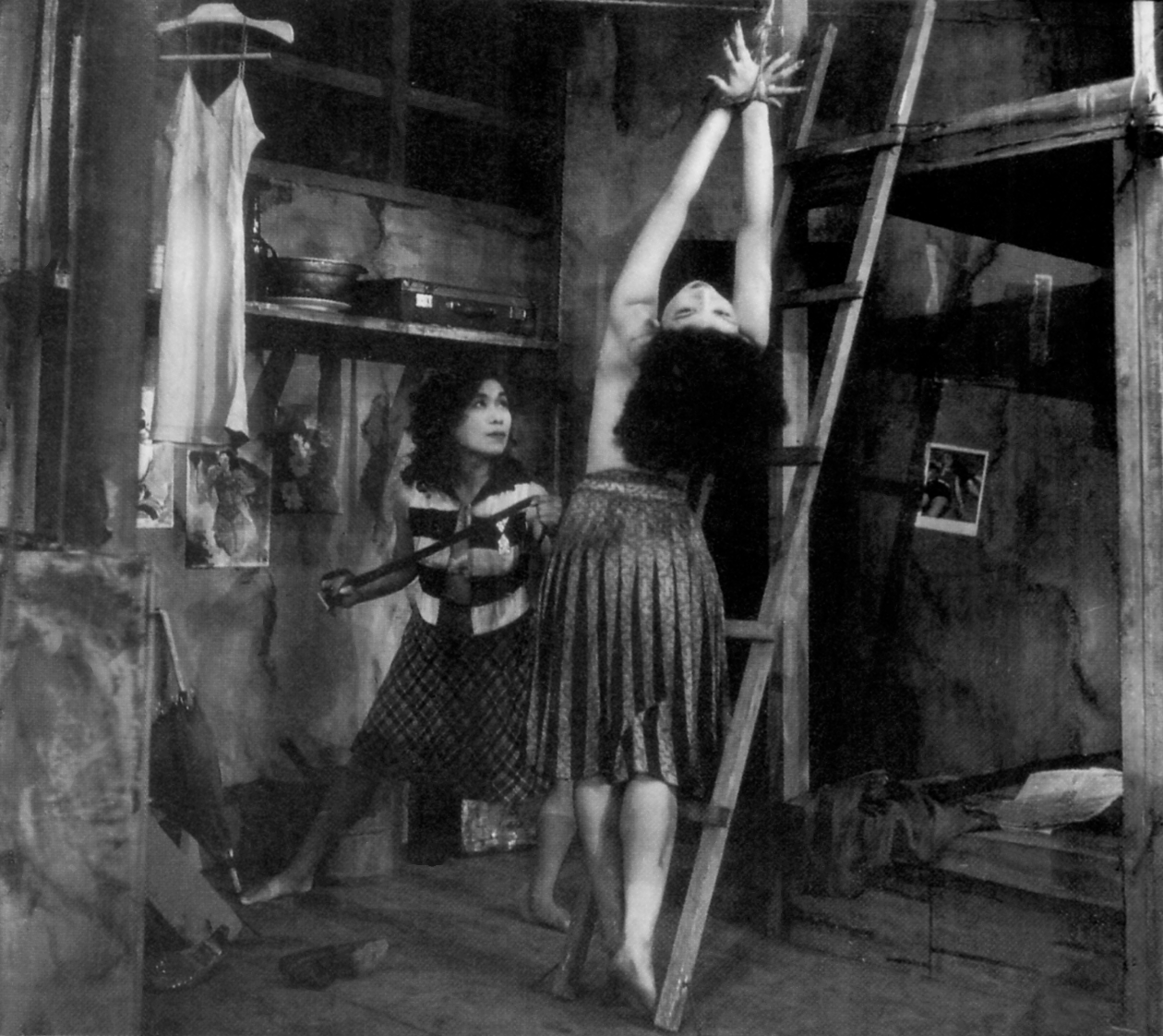
「肉体の門」(1946年から1949年、新宿・帝都座にて。土門拳撮影)

「劇団空気座」による演劇版が新宿・帝都座において1000回を超えるロングランとなった。
掟を破った仲間をリンチする場面が話題をさらった一方、異常なまでの人気は舞台の上で女優の裸身が見られたからとも言われた。この公演中、2日続けて同じ席で観劇した女性が5階から投身自殺するという事件が起きた。

## 映像化作品

### 映画
- 肉体の門 (1948年の映画)（マキノ雅弘監督、吉本興業・太泉スタジオ）
- 肉体の門 (1964年の映画)（鈴木清順監督、日活）
- 女体（1964年 恩地日出夫監督、東宝） - 田村泰次郎の「肉体の門」及び「埴輪の女」の両作を原作とする。
- 肉体の門 (1977年の映画)（西村昭五郎監督、日活ロマンポルノ）
- 肉体の門 (1988年の映画)（五社英雄監督、東映）

### テレビドラマ
- 肉体の門 (テレビドラマ)（2008年 テレビ朝日系列）